# 구글 IME
구글 IME(Google IME, 구글 아이엠이)는 구글에서 제작한 입력기 시스템이다. 대표적으로 Google 일본어 입력과 Google Pinyin(구글 병음 입력기)가 있다.

## 같이 보기
- 구글 일본어 입력
- 구글 병음 입력기